# Muntiacus truongsonensis
O muntíaco-de-truong-sun (Muntiacus truongsonensis) é uma espécie de cervídeo descoberta na montanha de Truong Son, no Vietnã, em 1997. Foi identificado pela análise de crânios e descrição de aldeões locais, que o chamam de samsoi cacoong, ou  "cervo que vive na floresta profunda e espessa".
Vive em altitudes entre 400 e 1000 metros, em bosques densos.
Possui porte similar ao do muntíaco-comum e massa corporal de, aproximadamente, 15 kg.